# Deagol
Deagol és un personatge fictici inventat per J. R. R. Tolkien en el seu món d'El Senyor dels Anells. És el tercer portador de l'Anell de poder, després d'Isíldur i abans que Smeagol.

## Llibre
És de la raça dels hòbbit, concretament de la subclasse forts. Va viure durant la tercera edat. Va néixer en un assentament hòbbit a les vores del riu Gladen molt a prop de la desembocadura del Gran Riu. La seva àvia era la cap de l'assentament on va viure.
Ell va trobar l'Anell, creat per Sàuron, que estava perdut al Gran Riu a causa de la mort d'Isíldur, mentre pescava amb el seu cosí Smeagol, més tard anomenat Gòl·lum. Deagol va recuperar l'anell perquè va pescar un peix massa gros que el va arrossegar fins que es va enfonsar al fons del Gran Riu on va veure un anell brillant, que era l'Anell de poder, i el va agafar. Al sortir a la superfície, Smeagol el va ajudar a pujar una altra vegada a la barca.
En veure l'Anell a les mans de Deagol, Smeagol va quedar abduit pel seu poder. Com que era el dia del seu aniversari li va demanar com a regal d'aniversari. Deagol s'hi va negar i es van barallar, com a resultat va morir estrangulat, concretament era un dia de l'any 2463 de la Tercera edat. Llavors Smeagol va amagar el cos mort de Deagol i no el van trobar.
Tot i ser un dels personatges que només apareixen de passada a El Senyor dels Anells i a El hòbbit, el personatge va recuperar l'anell de sota de l'aigua als camps Llirials. Va evitar que anys després els orcs recuperessin l'anell i el portessin a Sàuron, fet que hauria estat el final de la Terra Mitjana que tots coneixem. Gràcies a ell, que va recuperar l'Anell, després d'uns 550 anys es va poder salvar gràcies als fets de la Guerra de l'Anell.
El nom Deagol prové de l'àntic anglès dēagol (que normalment es pronunciava dīegol), que significava "reservat, silenciós, timid". En el llibre vermell de la frontera de l'oest el nom de Deagol és utilitzat com una traducció del nom "Nahald" que té el mateix significat que Deagol.

## Pel·lícula
Surt al començament de la tercera pel·lícula de la trilogia, El senyor dels anells: El retorn del rei, on es veu quan troba l'Anell i mor a mans del seu cosí. A la pel·lícula és interpretat per Thomas Robins. També apareix al pròleg de la pel·lícula d'El Senyor dels Anells que va produir Ralph Bakshi l'any 1978.